# Phlogotettix indicus
Phlogotettix indicus är en insektsart som beskrevs av Rao 1989. Phlogotettix indicus ingår i släktet Phlogotettix och familjen dvärgstritar. Inga underarter finns listade i Catalogue of Life.